# Maria Magdalena
Maria Magdalena of Maria van Magdala (Hebreeuws: מרים המגדלית, Oudgrieks: Μαρία Μαγδαληνή) was volgens het Nieuwe Testament een leerling van Jezus. Lucas 8:2 introduceert haar als "Maria, genaamd Magdalena" (Statenvertaling) of "Maria uit Magdala" (NBV). Magdala was een vissersdorp op de westelijke oever van het Meer van Tiberias. Haar feestdag is op 22 juli.

## Nieuwe Testament
In Lucas 8:2-3 staat dat Jezus Maria Magdalena bevrijd had van zeven demonen. Er wordt hierover verder niets vermeld noch over eventuele ontmoeting(en). Wel dat zij samen met enkele andere vrouwen (Johanna, Suzanna e.a.) Jezus vanuit Galilea naar Jeruzalem volgde. Zij zorgden voor Jezus en de twaalf apostelen "uit eigen middelen", dus net als de andere vrouwen was zij waarschijnlijk een bemiddelde vrouw.
Ze was aanwezig bij de kruisiging van Jezus (volgens Marcus 15:40; Matteüs 27:56,61; Johannes 19:25; Lucas noemt haar niet expliciet) en volgens Marcus en Matteüs ook bij de graflegging (Marcus 15:47; Matteüs 27:61; Lucas vermeldt ongenaamde vrouwen, Johannes vermeldt geen vrouwen). Ze was de eerste die bij het lege graf van Jezus kwam (Marcus 16:1-8; Matteüs 28:1-10) en de eerste die Jezus zag na zijn opstanding (Johannes 20:1-18). Toen ze dit vertelde aan de apostelen, geloofden ze haar niet en vonden het kletspraat (Lucas 24:9-11).

### Magdalena
Deze tweede naam is waarschijnlijk een plaatsaanduiding: uit Magdala. Elisabeth Schrader en Joan Taylor opperen de mogelijkheid dat het een bijvoeglijk naamwoord bij haar (voor)naam is: 'torenhoog' (migdal betekent toren in het Hebreeuws) of 'groot van... (geloof?)' of als bijnaam (zoals Kefas bij Simon (Petrus)). Deze verklaring komt ook voor bij Hiëronymus in een brief uit 412. Als plaatsaanduiding komt Magdalena, volgens hen, pas in geschriften vanaf de 6e eeuw voor.

## Christelijke tradities
Maria Magdalena is in latere christelijke tradities gaan behoren tot de zogenoemde drie Maria's die aanwezig zouden zijn geweest bij de kruisiging van Jezus, naar Johannes 19:25.
Paus Gregorius I schiep in 591 het beeld van de boetvaardige hoer door Maria Magdalena in een preek in de San Clemente te identificeren met twee bijbelse vrouwen die Jezus' voeten hadden gezalfd en met hun haren gedroogd, namelijk Maria van Bethanië (Johannes 12:1-8) en de boetvaardige zondares (Lucas 7:36-50).
Niet alleen bestond er geen rechtvaardiging om deze drie personen samen te smelten, ook Gregorius' idee dat Lucas' zondares een vrouw van lichte zeden moest zijn geweest, was uit de lucht gegrepen. Hij baseerde dit op niet meer dan de associatie van parfum met prostitutie. Niettemin was zijn creatie een lang leven beschoren.
Door deze vermenging van verschillende figuren in de persoon van Maria Magdalena, werd zij in het katholieke westen daarna vaak in die hoedanigheid (berouwvol wegens onkuisheid) voorgesteld in legendes en kunstwerken. Deze vermenging vond niet plaats in de oosterse traditie.
De eerste bestrijder van de onjuiste voorstelling van Maria Magdalena (als zondige vrouw) was Jacob Faber, die zijn bezwaren neerschreef in zijn De Maria Magdalena et triduo Christi disceptatio (1517). Het standpunt over Maria Magdalena als zondige vrouw is door de Rooms-Katholieke Kerk in 1969 nader gepreciseerd en sinds die tijd wordt Maria Magdalena niet meer als boetvaardige zondares opgenomen in de heiligenkalender.

### Verblijf in Frankrijk en cultus na overlijden

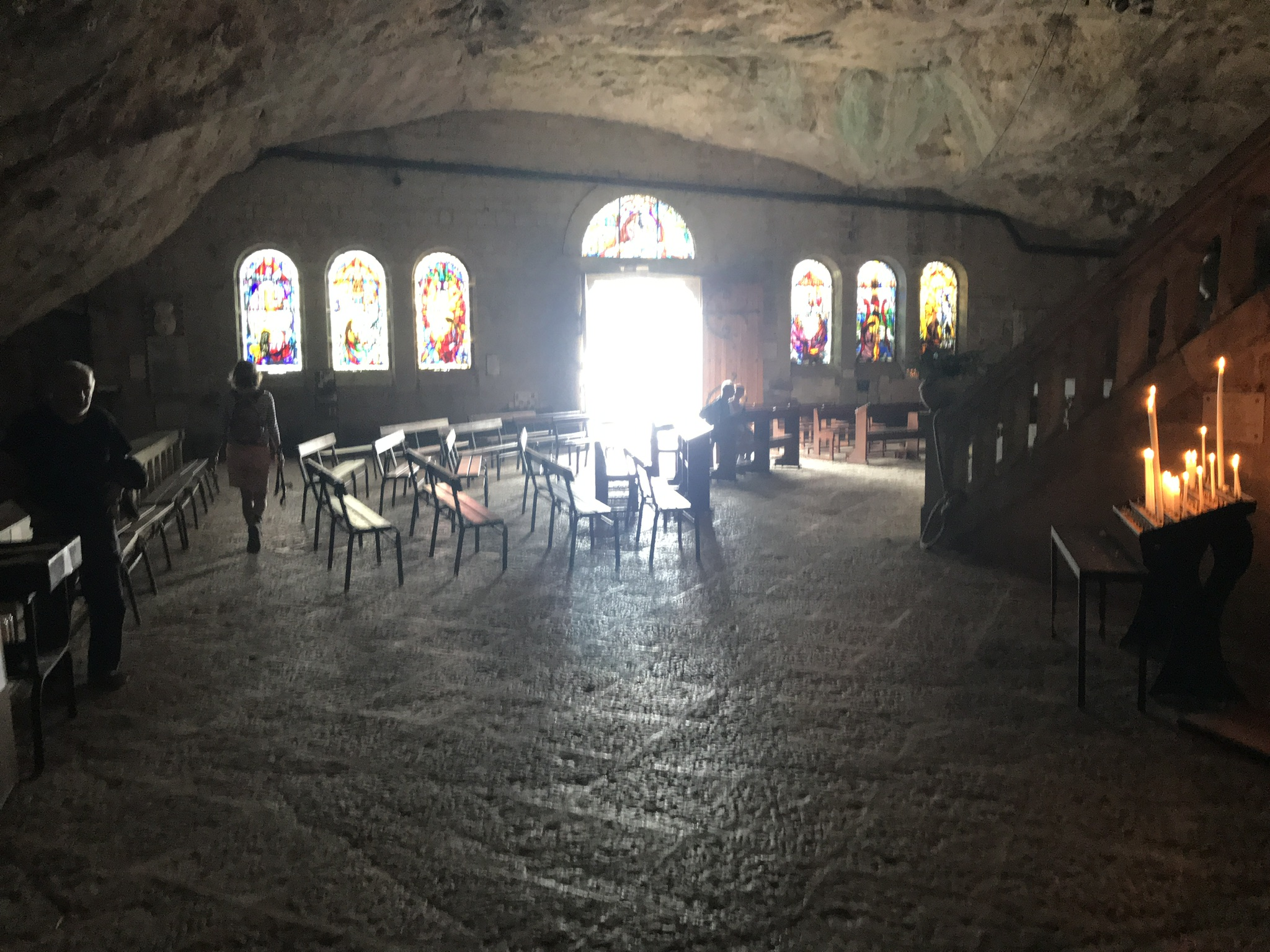
Grot van Maria Magdalena in bergmassief bij Plan-d’Aups-la-Sainte-Baume.

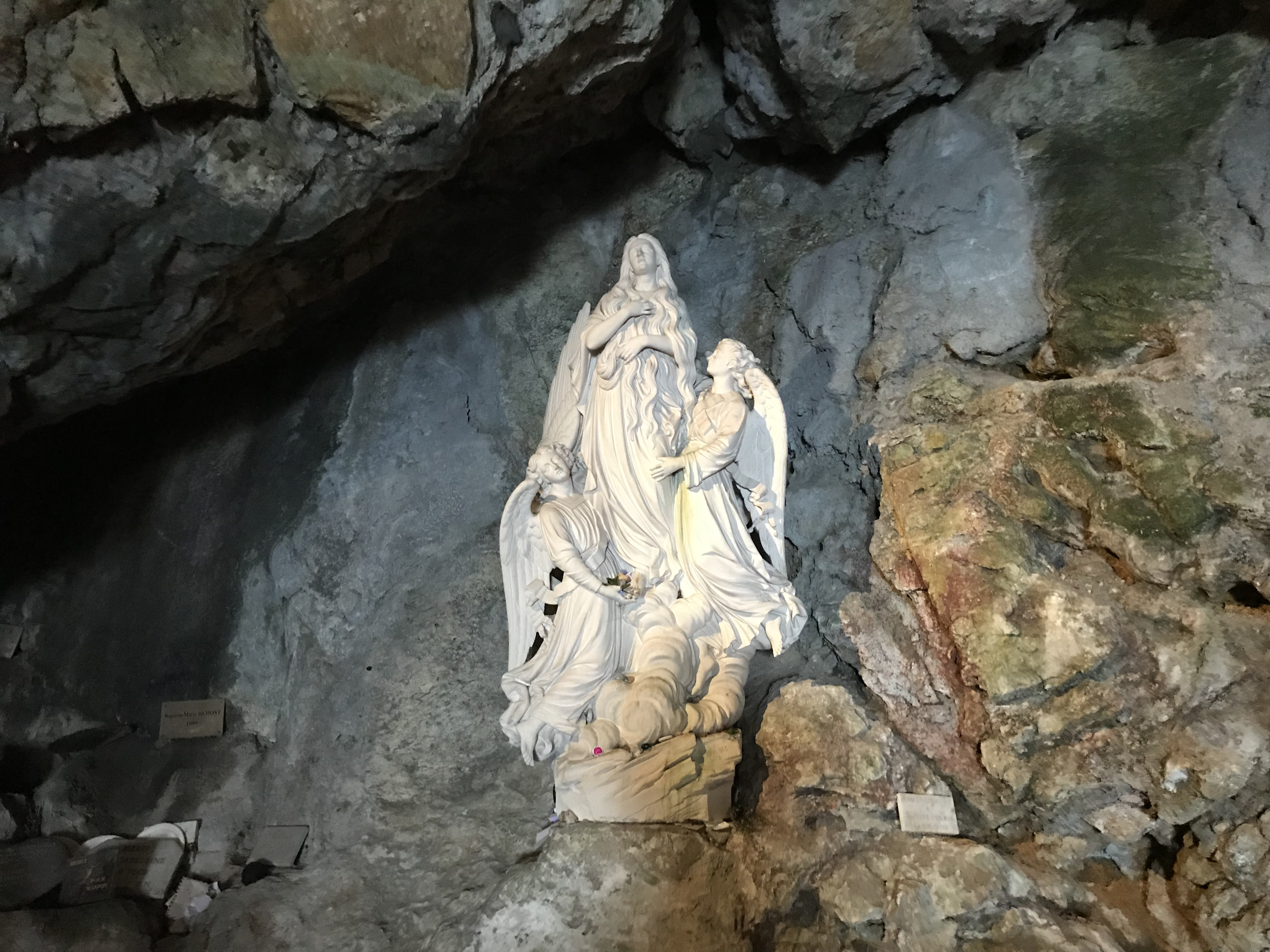
Beeld Maria Magdalena in haar grot in Plan-d’Aups-la-Sainte-Baume

Een westerse middeleeuwse legende verhaalt hoe Maria Magdalena met Lazarus naar Zuid-Frankrijk zou zijn gekomen. Zij zou daar dertig jaar in een grot nabij Plan-d'Aups-Sainte-Baume in het massief van la-Sainte-Baume hebben geleefd. Na haar overlijden zou zij in Aix-en-Provence of in Saint-Maximin zijn begraven. In de basiliek van Maria Magdalena in Saint Maximin is een graftombe waar zich haar stoffelijke resten zouden bevinden.
De landing van Maria op een Frans strand is een negende-eeuwse legende, die in Frankrijk nog jaarlijks met een processie wordt herdacht.
Volgens een andere legende werd het gebeente van Maria Magdalena (vanuit het Heilige Land via Saintes-Maries-de-la-Mer en Aix-en-Provence) in de 9e eeuw naar Bourgondië overgebracht. Deze relieken zouden zich bevinden in de basiliek La Madeleine te Vézelay, wat sinds de 11e eeuw de verering van Maria Magdalena in West-Europa heeft bevorderd.

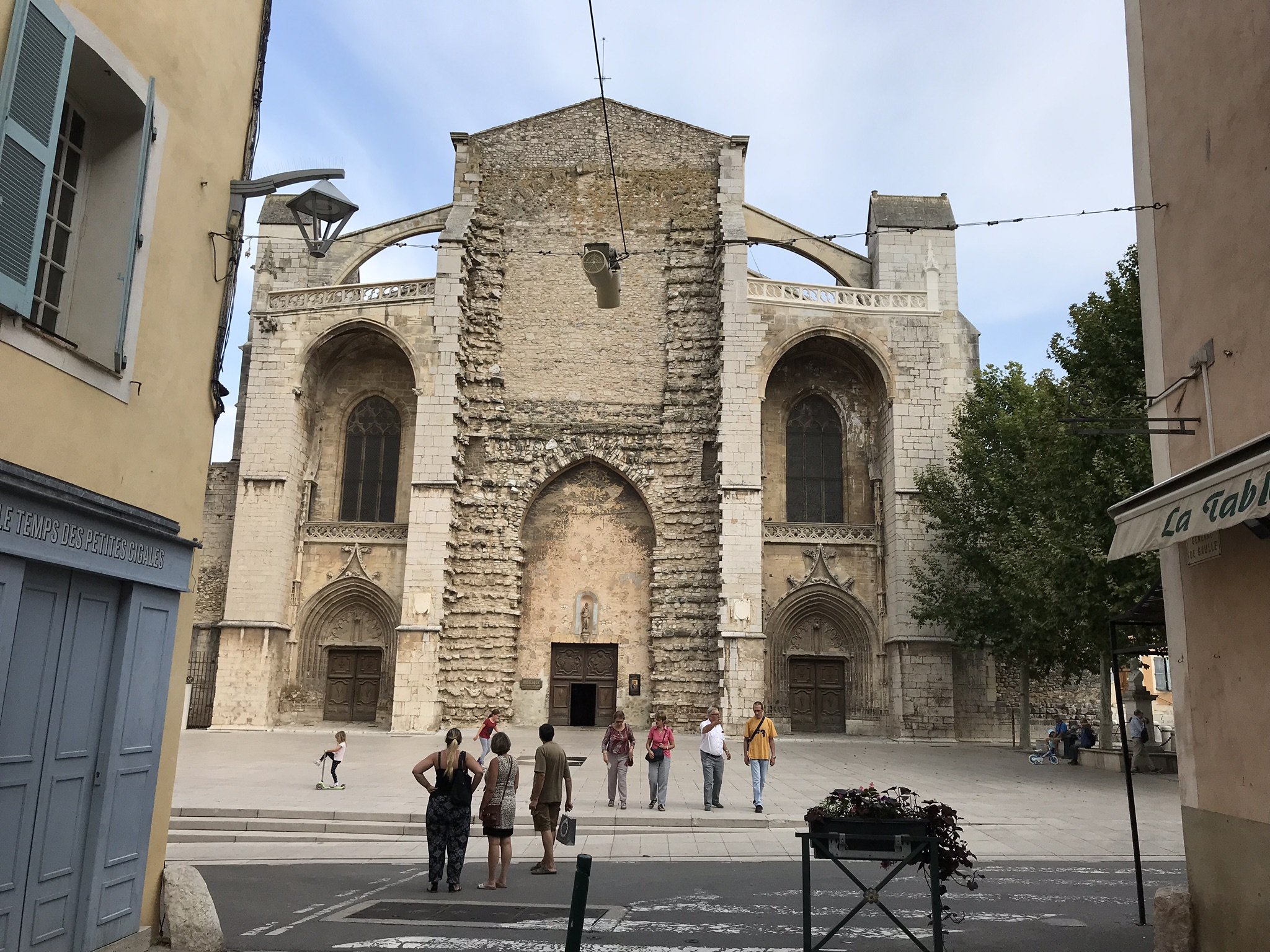
Basiliek van Maria Magdalena in Saint Maximin

Ook in de Basilique Notre-Dame-de-Bonne-Garde in Longpont-sur-Orge zijn relieken terug te vinden van Maria Magdalena.

### Katholiek feest
Op 10 juni 2016 heeft de Congregatie voor de Goddelijke Eredienst en de Regeling van de Sacramenten aangekondigd dat de verplichte gedachtenis van de heilige Maria Magdalena op 22 juli wordt verheven tot een Feest. In haar desbetreffende brief vermeldt deze Congregatie onder meer dat Thomas van Aquino haar al "Apostel van de Apostelen" noemde, omdat Jezus volgens het Evangelie van Johannes het eerst aan haar verschenen en heeft hij haar bij deze verschijning gezegd: "Ga naar mijn broeders en zeg hen: Ik stijg op naar mijn Vader en uw Vader, naar mijn God en uw God" (Johannes 20:1-18). Paus Franciscus heeft deze verheffing bepaald als passend in het heilig jaar van de Barmhartigheid.

## Maria Magdalena in gnostische geschriften
Maria Magdalena komt ook voor in een aantal gnostische geschriften. In een aantal gnostische geschriften wordt Maria Magdalena beschreven als een leerling met een bijzondere band met Jezus, maar dit geldt niet voor gnostische literatuur in het algemeen.

### Evangelie van Filippus
In het apocriefe evangelie van Filippus wordt Maria Magdalena als een bijzondere leerlinge van Jezus voorgesteld. Een fragment uit het geschrift:
 Christus hield meer van Maria dan van alle leerlingen. Hij kuste haar dikwijls op haar [mond?]. De andere [leerlingen ...] en zeiden tegen hem: ‘Waarom houdt u meer van haar dan van ons allemaal?’ De verlosser antwoordde hen met de woorden: ‘Waarom houd ik niet van jullie zoals van haar?"

### Evangelie van Maria Magdalena
In 1896 werd in Caïro het evangelie van Maria Magdalena ontdekt. Het is een Koptische vertaling van een oorspronkelijke Griekse tekst. Van de Griekse tekst van dit evangelie zijn alleen twee ernstig beschadigde pagina's gevonden als onderdeel van de Oxyrhynchus papyri en de Rylands papyri. Het handschrift van de Koptische vertaling wordt op eind vierde/begin vijfde eeuw gedateerd. De oorspronkelijk Griekse tekst is waarschijnlijk ontstaan tussen 180 en 200.
Door het ontbreken van de eerste zes bladzijden in de Koptische vertaling begint de tekst in een vraaggesprek tussen Jezus en Maria, Petrus, Andreas en  Matteüs. De laatste wordt hier Levi genoemd. Het gesprek handelt over de aard van de materie en de zonde. Hierna verdwijnt Jezus en de leerlingen blijven bedroefd achter. Maria spreekt hen echter moed in en vertelt over een door haar ontvangen visioen waarin zij Jezus zag. Andreas uit zijn twijfel of de Verlosser dit wel allemaal gezegd kan hebben en Petrus kan zich niet voorstellen dat Jezus in het geheim met een vrouw heeft gesproken. Levi steunt haar en zegt tegen Petrus: "Als de Verlosser haar waardig gekeurd heeft, wie ben jij dan wel om haar af te keuren. Vast staat dat de Verlosser haar goed kende en daarom meer van haar hield dan van ons." Het slot van de tekst vermeldt, dat na de toespraak van Levi de leerlingen zich opmaakten om te prediken en te verkondigen.

### Andere gnostische geschriften
Maria Magdalena komt ook voor in de volgende gnostische geschriften:
- Evangelie van Thomas, logion 21 en 114
- Eerste openbaring van Jacobus
- Pistis Sophia
- Grote vragen van Maria
- Dialoog van de Verlosser

### In de literatuur van het manicheïsme
Maria Magdalena komt ook in de literatuur van het manicheïsme voor. In 1928 werd nabij Medinet Madi in de Egyptische regio El-Fajoem een Psalmenboek gevonden. Het was een Koptisch handschrift dat drie psalmen bevat die onder meer over Maria Magdalena handelen. Alle drie de psalmen maken deel uit van de codex dat de zogenaamde psalmen van Heracleides bevat. Deze was een discipel van Mani. Het is onmogelijk te zeggen of Heracleides de auteur van de psalmen was dan wel of deze alleen aan hem toegeschreven zijn. Het Koptisch is een vertaling van wat een Grieks of Syrisch origineel moet zijn geweest. De oorspronkelijke tekst moet tussen het eind van de derde en midden vierde eeuw zijn geschreven. De eerste psalm is een hymnische dialoog tussen Maria en de herrezen Christus die zij als eerste herkende. Maria krijgt van Christus opdracht de mannelijke discipelen te zoeken en hen weer naar hem te brengen. In de tweede en derde psalm wordt verslag gedaan van deze opdracht aan Maria. Zij wordt hierin beschreven als een toonbeeld van en voorbeeld voor manichese gelovigen en missionarissen. Zij representeert ook de geest van wijsheid omdat zij als eerste het karakter van de herrezen Christus herkende. Zij neemt in de psalmen echter geen bijzondere positie in ten opzichte van de overige discipelen.

## Moderne legendevorming
Dat er een huwelijk zou hebben plaatsgevonden tussen Jezus en Maria wordt door de Kerk beschouwd als negentiende-eeuwse fictie. De Franse fantast Pierre Plantard (1920-2000), bedenker van de Priorij van Sion, combineerde deze twee legenden, en beweerde dat Maria Magdalena met de hulp van Jozef van Arimathea naar Frankrijk vertrokken was en er een dochter Sara (Hebreeuws voor "prinses") ter wereld bracht. Deze zou stammoeder van de Merovingen zijn. In dit verhaal wordt Maria Magdalena gezien als de San Greal (Latijn voor Heilige Graal), waarbij San Greal als Sang Real (oud-Frans voor "koninklijk bloed") wordt beschouwd. Elementen uit deze speculatie over Maria Magdalena, die Jezus soms als echtgenoot van Maria Magdalena voorstelt, zijn verwerkt in verschillende romans, waaronder Het heilige bloed en de heilige graal (1982) van Michael Baigent, Richard Leigh en Henry Lincoln, De Da Vinci Code (2003) van Dan Brown, Het Magdalena Mysterie (2006) van Kathleen McGowan en Ik, Maria Magdalena (2023) van Geert Kimpen.

## Maria Magdalena in de kunst
Traditioneel wordt Maria Magdalena afgebeeld met een zalfpot en met lang haar.

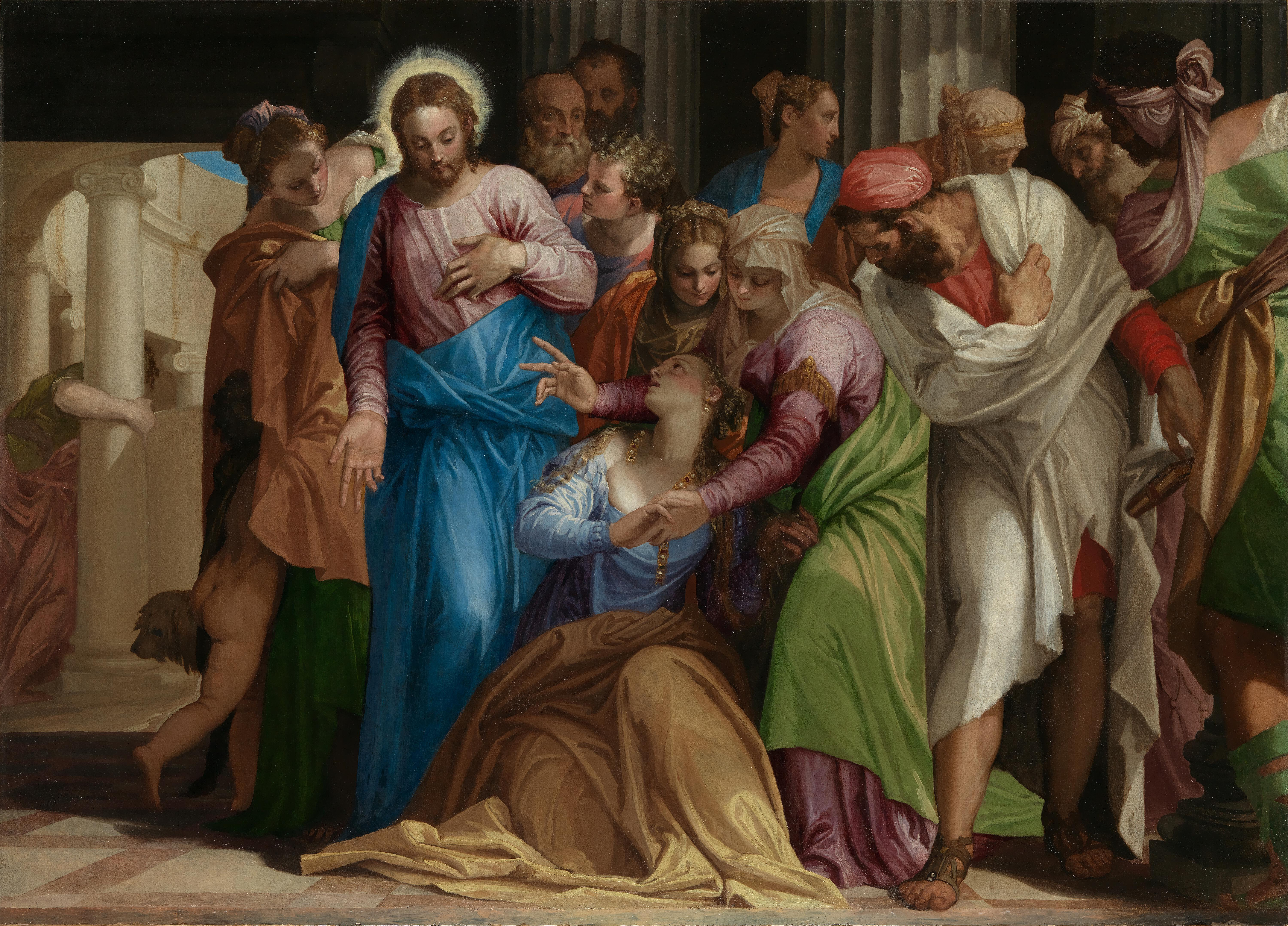
De Bekering van Maria Magdalena, een schilderij van Paolo Veronese
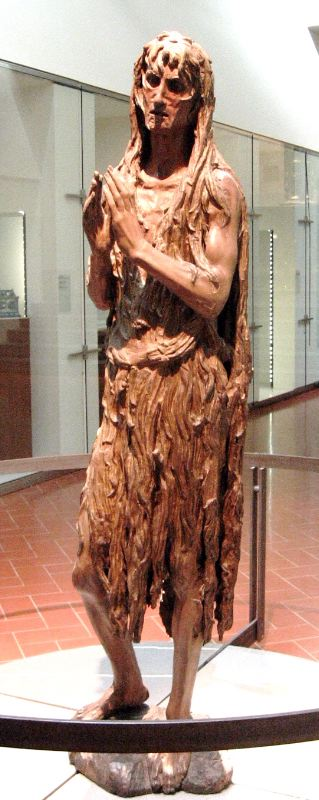
Maria Magdalena, een beeld van Donatello
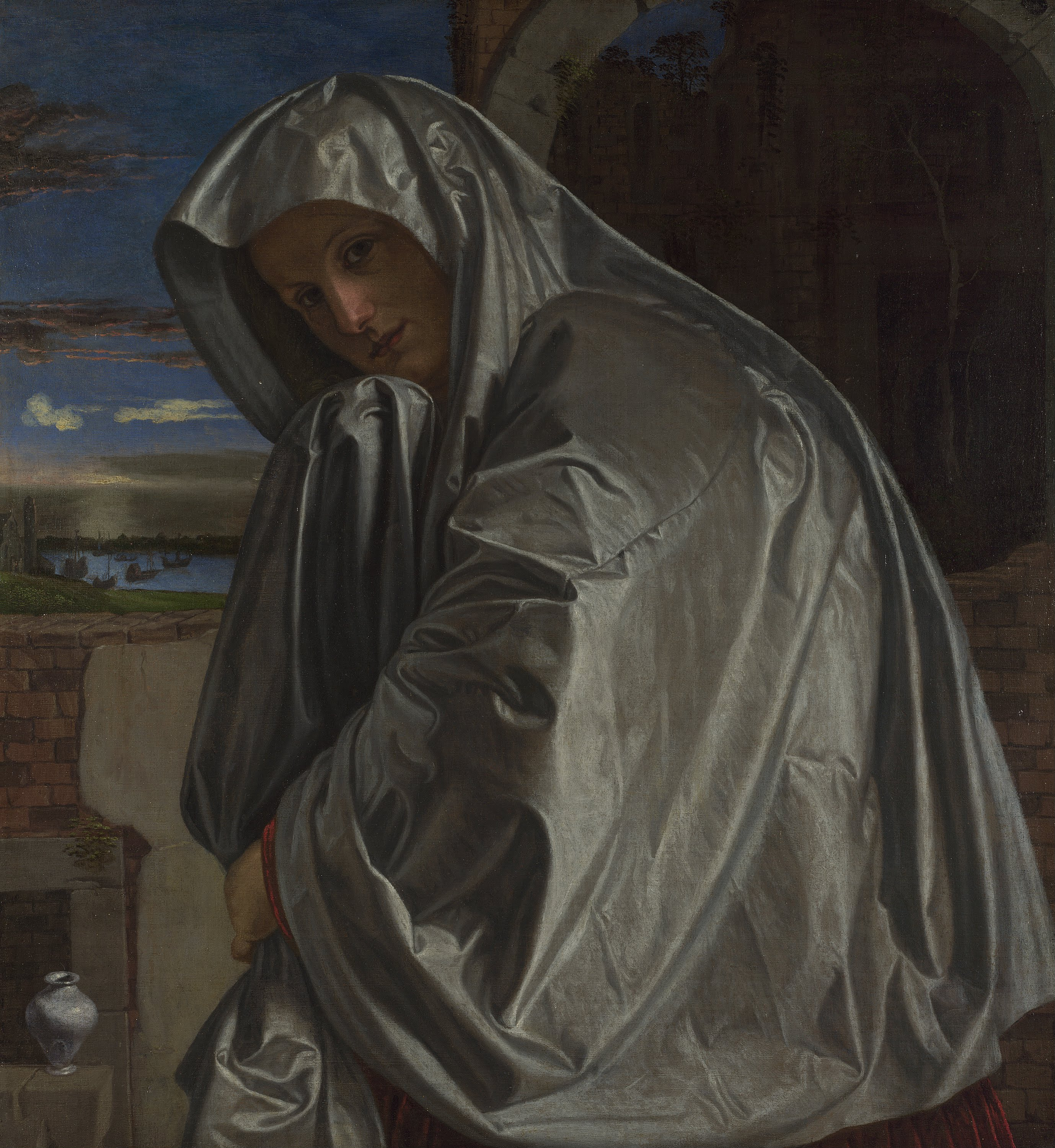
Maria Magdalena, Giovanni Girolamo Savoldo
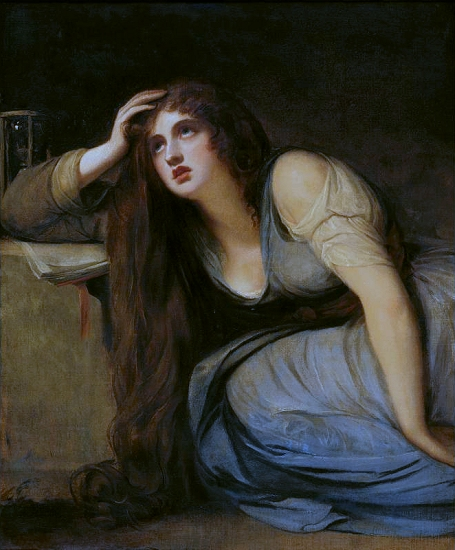
Lady Hamilton as The Magdalene, George Romney
Geknielde Maria Magdalena en staande vrouw, beiden wenend omhoog kijkend, Brussel ca. 1475, Catharijneconvent, Utrecht
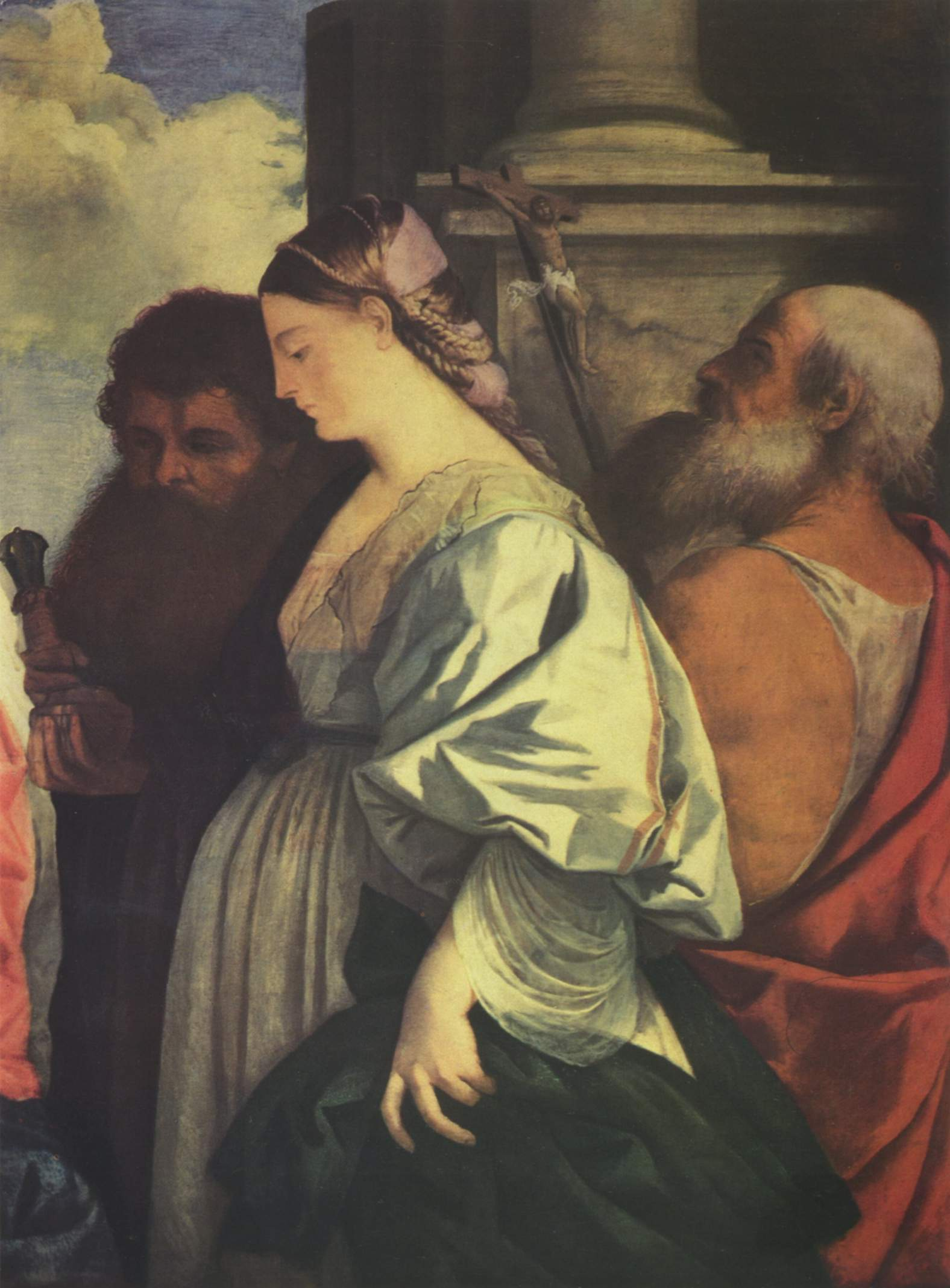
Schilderij van Titiaan
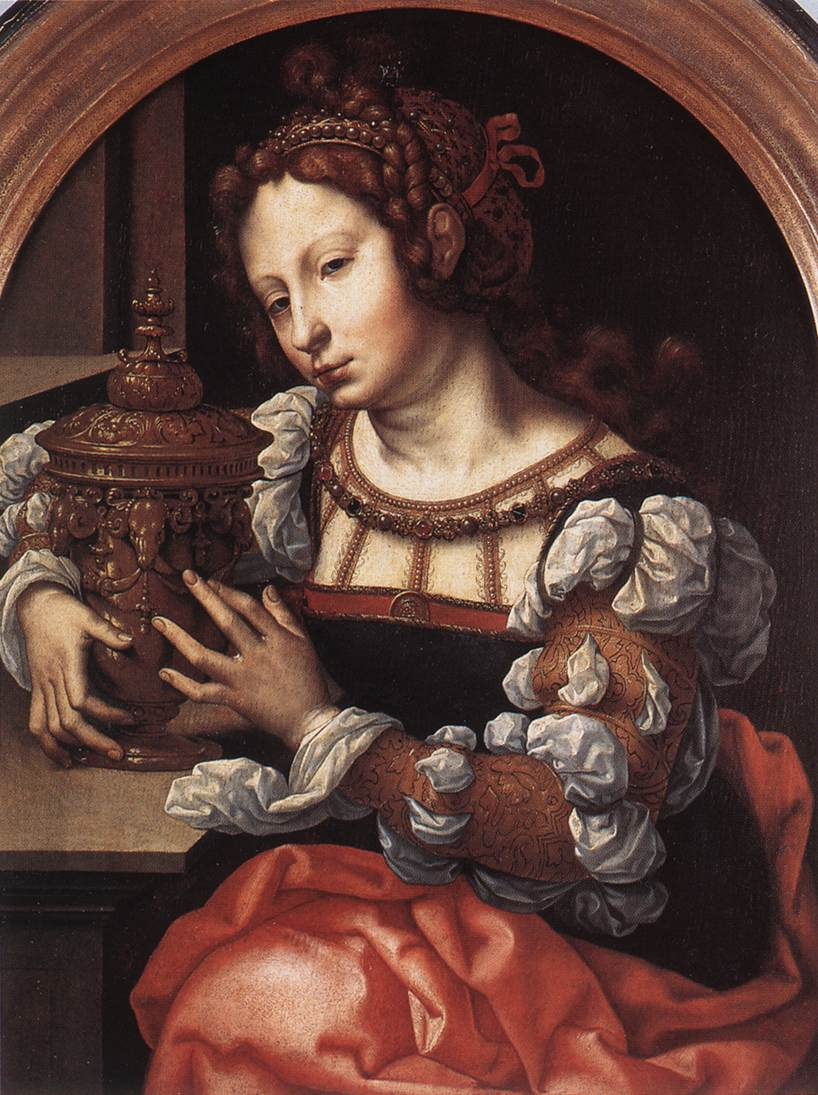
Maria Magdalena door Jan Gossaert